# Villecresnes
 Villecresnes  es una comuna y población de Francia, en la región de Isla de Francia, departamento de Valle del Marne, en el distrito de Créteil. Es el chef-lieu y mayor población del cantón de su nombre.
Su población municipal en 2007 era de 9 295 habitantes.
Está integrada en la Communauté de communes du Plateau Briard, de la cual es la mayor población.

## Demografía
| 500 | 599 | 618 | 628 | 681 | 700 | 736 | 704 | 677 | 706 | 745 | 642 | 673 | 730 | 779 | 833 | 884 | 886 | 892 | 881 | 908 | 1 266 | 1 580 | 1 803 | 1 805 | 2 297 | 3 031 | 3 875 | 6 053 | 6 472 | 7 921 | 8 361 | 9 295 |
| Para los censos de 1962 a 1999 la población legal corresponde a la población sin duplicidades (Fuente: INSEE [Consultar]) |     |     |     |     |     |     |     |     |     |     |     |     |     |     |     |     |     |     |     |     |       |       |       |       |       |       |       |       |       |       |       |       |

## Ciudades hermanadas
- Zibido San Giacomo, Italia, desde 2010